# 千葉県の道標
本項では、千葉県の道標について述べる。
千葉県内には、江戸時代以降作成された道標（道しるべ）が2300基以上見つかっている。そのうち、江戸時代のものは1136基で、記年がある最古のものは、延宝6年（1678年）の東庄町諏訪神社境内にある供養塔を兼ねた道標である。京都市でもっとも古いとされている四条白川の東海道道標と同じ年の建立である。